# (485) Генуя
(485) Генуя (итал. Genova) — астероид главного пояса, который принадлежит к светлому спектральному классу S и, согласно исследованиям B. Carry, обладает чрезвычайно высокой для астероида плотностью. Он был открыт 7 мая 1902 года итальянским астрономом Луиджи Карнера в обсерватории Хайдельберг и назван в честь древнего итальянского города Генуи.

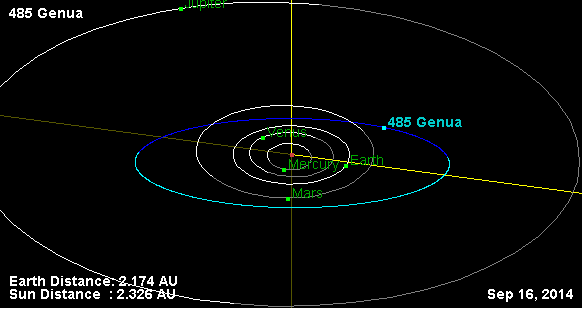
Орбита астероида Генуя и его положение в Солнечной системе